# Colo (Iowa)
Colo – miasto w Stanach Zjednoczonych, w stanie Iowa, w hrabstwie Story.

## Demografia
Zgodnie ze spisem statystycznym z 2000, miasto liczyło 868 mieszkańców. W 2023 liczba mieszkańców spadła nieznacznie do 842 osób, a gęstość zaludnienia do 305,1 osoby/km².